# Jeanine Porte
Pour les articles homonymes, voir Porte.
Jeanine Porte, née le 14 novembre 1933 à Marseille (Bouches-du-Rhône) et morte le 2 juillet 2010 dans la même ville, est une femme politique française.

## Biographie
Née Jeanine Giovanetti, elle est la fille d'un ouvrier italien immigré en France, et de sensibilité politique anarchiste. Couturière de formation, elle travaille d'abord comme ouvrière avant de s'installer comme couturière à son compte.
Au début des années 1950, elle adhère au Parti communiste et milite au sein de la cellule du quartier populaire de La Cabucelle. Elle y fait la rencontre de Roger Porte, qu'elle épouse en 1954. 
Au sein du PCF, elle a été élue au comité fédéral des Bouches-du-Rhône pour la première fois en 1961, et ce jusqu'en 2000. Elle a également été membre du Bureau fédéral, et du secrétariat fédéral du parti communiste français.
Elle est élue en 1973 conseillère générale des Bouches-du-Rhône, succédant à Roger Donadio dans un canton largement acquis à la gauche et aux communistes en particulier. Elle est ensuite réélue à toutes les élections jusqu'en 2008. 
Membre du comité central en 1976, elle est désignée comme candidate communiste dans la circonscription laissée libre par la retraite de Paul Cermolacce en 1978.
Elle n'y exerce qu'un seul mandat.

## Détail des fonctions et des mandats
Mandat parlementaire
- 19 mars 1978 - 22 mai 1981 : Députée de la 7e circonscription des Bouches-du-Rhône

Mandat départemental
Conseiller général (1973-2008)